# Pleopeltis nicklesii
Pleopeltis nicklesii är en stensöteväxtart som först beskrevs av Marie Laure Tardieu och som fick sitt nu gällande namn av Arthur Hugh Garfit Alston.
Pleopeltis nicklesii ingår i släktet Pleopeltis och familjen Polypodiaceae. Inga underarter finns listade i Catalogue of Life.